# Günter Sare

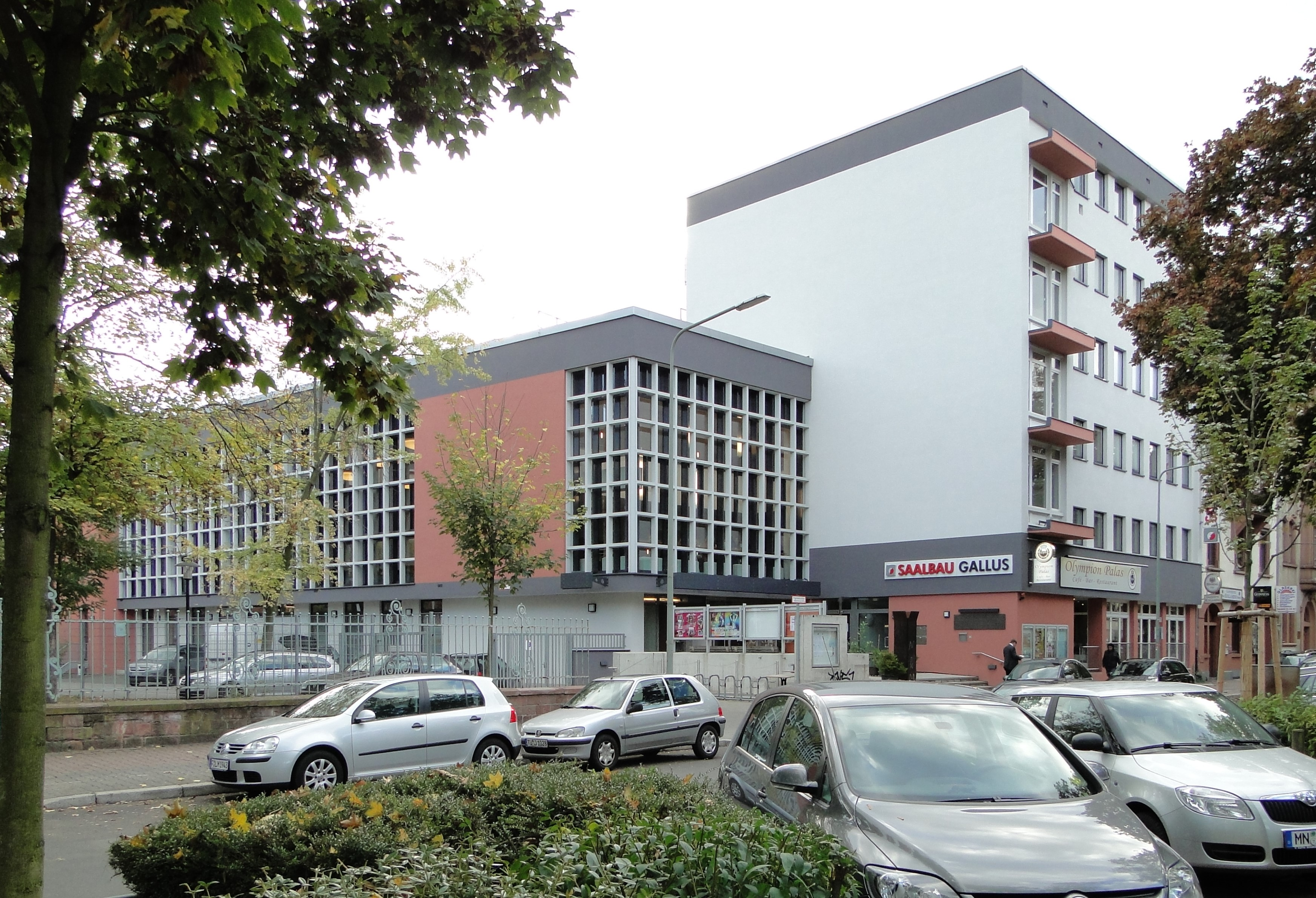
Das Haus Gallus in der Frankenallee, Ort des Unglücks

Günter Sare (* 19. Februar 1949 in Gelnhausen; † 28. September 1985 in Frankfurt am Main) war gelernter Maschinenschlosser und Mitarbeiter eines linken Jugendzentrums in Frankfurt-Bockenheim. Er wurde während einer antifaschistischen Demonstration von einem Wasserwerfer überrollt und starb an den dabei erlittenen Verletzungen. Sein Tod löste Straßenschlachten zwischen der autonomen Szene und der Polizei aus.

## Politische Aktivitäten
Günter Sare war Vorstandsmitglied des linken Jugendzentrums (JuZ) Bockenheim und seit Beginn der 70er Jahre im linksradikalen Milieu aktiv, das sich in jener Zeit immer wieder Straßenkämpfe mit der Polizei lieferte. Die wichtigsten Ursachen dafür waren der Häuserkampf (vor allem im Westend, wo es zu den ersten Hausbesetzungen in Deutschland kam) sowie der Widerstand gegen Atomkraftwerke, die NATO-Nachrüstung und den Bau der Startbahn West am Frankfurter Flughafen.

## Der Abend des 28. September 1985

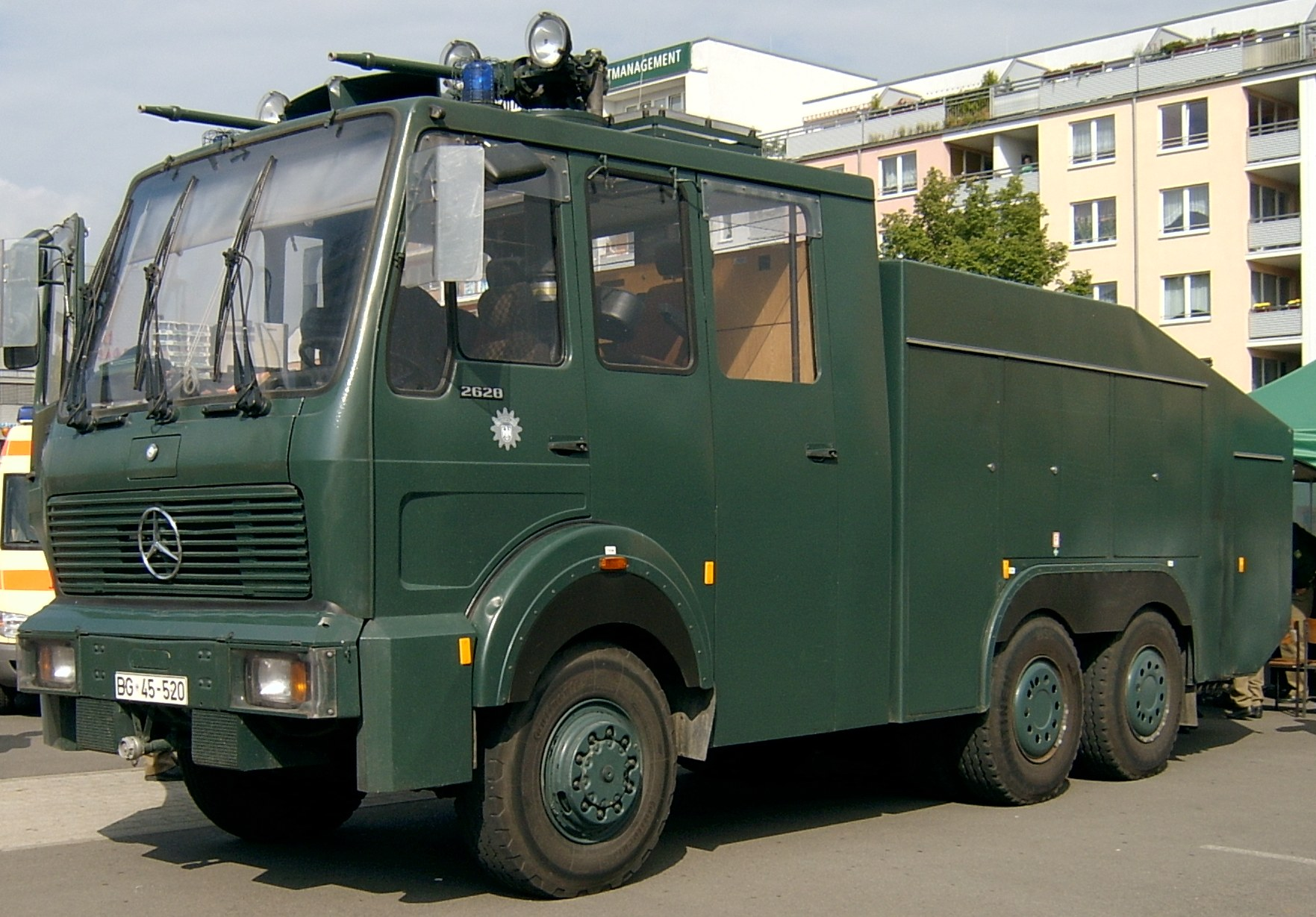
Ein Wasserwerfer des an diesem Abend eingesetzten Typs

Der 36-jährige Sare nahm an einer Demonstration gegen eine Versammlung der NPD im Haus Gallus, dem Bürgerhaus des Frankfurter Stadtteils Gallus teil. Das Haus Gallus hat als Ort der Frankfurter Auschwitzprozesse (1963 ff.) eine besondere historische Bedeutung in Bezug auf den Nationalsozialismus. Die Auswahl dieses Orts für eine Veranstaltung der rechtsextremen NPD wurde – wie beabsichtigt – als Provokation empfunden.
Zahlreiche linke Gruppierungen veranstalteten als Protest gegen die NPD ein multikulturelles Nachbarschaftsfest auf dem Hof der benachbarten Günderrodeschule, das zunächst friedlich verlief. An der NPD-Veranstaltung nahmen etwa 70 Menschen teil, an der Gegendemonstration rund 700. Gegen 19.30 Uhr kam es zu ersten gewaltsamen Auseinandersetzungen zwischen militanten Linken und NPD-Anhängern. Nachdem die NPD-Anhänger unter Polizeischutz in das Haus Gallus gelangten, setzte die Polizei Wasserwerfer gegen die Gegendemonstranten ein. An der Kreuzung Frankenallee/Hufnagelstraße fuhr gegen 21 Uhr eines dieser Fahrzeuge vom Typ WaWe 9 IV auf eine Demonstrantengruppe los. Als einziger aus dieser Gruppe ergriff Günter Sare nicht die Flucht. Er wurde vom Wasserstrahl getroffen, fiel zu Boden und wurde dann vom rechten Hinterrad des 27 Tonnen schweren Fahrzeugs überrollt. Die Hinterachse drückte seinen Brustkorb ein. Beim Aufprall aufs Straßenpflaster erlitt Sare einen Schädelbasisbruch. Der damalige Medizinstudent Michael Wilk, ein Arzt und ein Sanitäter leisteten rund 20 Minuten lang erste Hilfe, bis ein Notarztwagen eintraf. Günter Sare war jedoch schon tot. Später erhoben die Ersthelfer Vorwürfe, dass die Polizei sie behindert habe.

## Folgen

Gedenkplakette für Günter Sare am Haus des ehemaligen JuZ Bockenheim (heute Gutenbergschule)

In Frankfurt und in vielen anderen Städten Westdeutschlands kam es in den nächsten Tagen zu heftigen Straßenschlachten. Allein am Abend von Sares Tod, der schnell bekannt wurde, entstand bei spontanen Krawallen ein Sachschaden von 2 Millionen Mark. Der damalige Oberbürgermeister Walter Wallmann verhängte schließlich ein befristetes Demonstrationsverbot über Frankfurt, um die Lage zu beruhigen.
Die hessischen Grünen, die sich damals gerade unter Leitung von Joschka Fischer in Verhandlungen mit der SPD über die erste rot-grüne Koalition der deutschen Geschichte befanden, unterbrachen diese Gespräche und forderten vom obersten Dienstherrn der hessischen Polizei, Innenminister Horst Winterstein (SPD), die Aufklärung der Ereignisse, die zu Sares Tod führten. Der damalige Ministerpräsident Holger Börner war bereits im Vorjahr mit den Stimmen der Grünen gewählt worden und führte seitdem eine Minderheitsregierung unter „Tolerierung“ der Grünen, die nun in eine formelle Koalition umgewandelt werden sollte. Im Dezember wurde Fischer schließlich der erste grüne Landesminister in Deutschland.
Das Strafverfahren wegen des Todes von Sare endete im November 1990 in zweiter Instanz vor dem Landgericht Frankfurt, das die Besatzung des Wasserwerfers vom Vorwurf der fahrlässigen Tötung freisprach. Dem Urteil zufolge hatte Sare vor dem Unfall Alkohol und Haschisch konsumiert und deshalb die Bedrohung durch den Wasserwerfer falsch eingeschätzt. Die Obduktion hatte eine Blutalkoholkonzentration von 1,49 ‰ ergeben. Das Gericht hatte einander widersprechende Zeugenaussagen bewerten müssen, weil die für die Dokumentation verantwortlichen Beamten keine Filmaufnahmen gemacht hatten und die Tonaufzeichnungsanlage, die den Funkverkehr mit anderen Einsatzkräften hätte aufnehmen sollen, funktionsuntüchtig gewesen war. Die Rechtsanwältin Waltraut Verleih, die die Angehörigen Günter Sares in einer Nebenklage vertrat, schrieb seinerzeit „dies legt den Verdacht der Beweismittelmanipulation nahe“.
Nach Günter Sares Tod wurden die Polizei-Dienstvorschriften für das Vorrücken von Wasserwerfern geändert. Seitdem müssen stets mehrere Polizisten mit einer Hand am Fahrzeug entlang gehen.
Günter Sare wurde am 9. Oktober 1985 auf dem Friedhof Höchst beigesetzt. Dem Trauerzug schlossen sich 2.000 Menschen an.